# Basilaristhrombose
Die Basilaristhrombose ist ein Blutgerinnsel in der Arteria basilaris. Dadurch kommt es zu einer Minderdurchblutung (Ischämie) des Hirnstamms und – je nach Gefäßkollateralen sowie Ausdehnung und Lokalisation des Thrombus in der Arterie – gegebenenfalls auch zusätzlich des Kleinhirns und des Versorgungsgebietes der hinteren Großhirnarterie (Arteria cerebri posterior). Es handelt sich hierbei um einen lebensbedrohlichen Notfall, der sofortiger Diagnostik und Behandlung bedarf.

## Ursachen
- lokale Entstehung des Blutgerinnsels auf dem Boden vorbestehender pathologischer Veränderungen an der Arteria basilaris wie bei Arteriosklerose
- arterio-arterielle Embolie

## Symptomatik
Prinzipiell kann die Basilaristhrombose die ganze Bandbreite der Hirnstammsymptome, aber auch Kleinhirnsymptomatik und Sehstörungen auslösen.
- Bewusstseinstrübung bis zum Koma
- Doppelbilder
- Schluckstörungen
- Lähmungen der Extremitäten
- Sprechstörungen (Dysarthrie und Dysphonie)
- Übelkeit und Erbrechen
- Atemstörungen
- Ataxie
- Schwindel
- Nystagmus
- Sehstörungen

Eine schwere Basilaristhrombose führt zu den Symptomen des Locked-in-Syndroms.

## Diagnostik
Nachdem die klinische Verdachtsdiagnose einer Basilaristhrombose gestellt wurde, muss diese unverzüglich bildgeberisch verifiziert oder widerlegt werden. Neben einer Darstellung der basalen Hirnarterien, die zeigt, ob diese durchgängig sind oder nicht, ist es notwendig, auch das Hirn selbst in einer Weise darzustellen, die es erlaubt, Differentialdiagnosen auszuschließen und das Ausmaß bereits durch die Mangelversorgung zugrunde gegangenen Gewebes festzustellen.
Sinnvoll (auch hinsichtlich der Verfügbarkeit in Notfallsituationen) können hier nur die CT und die MRT eingesetzt werden. Ischämische Areale werden dabei von der MRT in einem früheren Stadium erfasst als in der CT. Die Gefäßdarstellung wird sofort darauf in der CT als CT-Angiographie mit Kontrastmitteleinsatz und in der MRT als MR-Angiographie, die zumeist ohne Kontrastmittel auskommt, durchgeführt.

## Differentialdiagnosen
- Primäre Hirnstammblutung
- Fokale Ischämie bei Verschluss eines hirnstammversorgenden Gefäßastes (Ramus ad pontem)

## Prognose
Ohne Behandlung verläuft eine Basilaristhrombose progredient und hat ein extrem hohes Sterblichkeitsrisiko (95 % Letalität).
Die Prognose lässt sich durch die Lyse-Therapie verbessern, dabei ist die Zeit bis zur Therapie von höchster Relevanz. Daneben haben auch vorbestehende Gefäßkollateralen und die Ursache des Gefäßverschlusses prognostische Bedeutung.

## Therapie
Nur eine rasche Therapie ist lebensrettend für den Patienten.
Das Herzstück der Behandlung ist die i.v. Thrombolyse in Kombination mit einer mechanischen Thrombektomie. Die früher praktizierte lokale Lyse wird nicht mehr primär empfohlen. Je nach den Gegebenheiten vor Ort kommt ein so genanntes Bridging-Verfahren zur Anwendung, bei dem in kleineren Häusern mit einer i.v. Gabe des Fibrinolytikums  begonnen wird und der Patient so schnell wie möglich in ein größeres Zentrum mit der Möglichkeit einer interventionellen Thrombektomie verlegt wird. Das Risiko der Lyse ist die Einblutung, insbesondere in frisch untergegangenes Infarktgewebe.